# Алеево (Костромская область)
Алеево — деревня в Красносельском районе Костромской области. Входит в состав Сидоровского сельского поселения.

## География
Находится в юго-западной части Костромской области на расстоянии приблизительно 8 км на юг по прямой от районного центра поселка Красное-на-Волге в правобережной части района на правом берегу речки Шача к востоку от города Волгореченск.

## История
Известна с 1872 года, когда здесь было учтено 24 двора, в 1907 году отмечено было 39 дворов. 

## Население
Постоянное население составляло 163 человека (1872 год), 177 (1897), 162 (1907), 19 в 2002 году (русские 100 %), 12 в 2022.